# DLTS
DLTS(Deep Level Transient Spectroscopy)は、半導体における深い準位(トラップとも呼ぶ)を測定する方法。容量の過渡応答を利用して禁制帯中のエネルギーと捕獲断面積が分かる。ICTS(Isothermal Capacitance Transient Spectroscopy)も同じ原理を利用した測定方法である。

## 原理
深い準位はフェルミ準位よりバンド中央側に存在するため、ほとんどが電離せずに電荷的に中性状態で保たれている。初期状態から、さらに電圧を印加して、これらの準位を電離状態にした後、これを初期状態の電圧に戻した場合、もしくはその逆の変化を行った場合、これらの準位の帯電状態はすぐにもとの状態に戻らず、非常に遅い応答となる。この応答は熱励起により決定される。
浅いドナーやアクセプタの場合、その時定数を考慮しなくて良いほど速い応答となるが、深い準位の場合、温度に依存した応答時間の変化が生じる(SRH統計モデル)。この応答時間の変化と温度の逆数の関係をグラフ化(アレニウスプロット)することにより、準位のエネルギーを算出することが可能である。DLTSやICTSはこの原理を利用している。

## 評価方法
評価には、ショットキーダイオードやpnダイオードが用いられる。これらのダイオードに逆方向の電圧を印加して空乏層を広げ、印加した電圧を変化させた際の静電容量の応答を確認する。
基本的にICTSとDLTSは同一の測定方法であり、アレニウスプロットを温度変化の軸に投射したものがDLTSで、時間軸に投射したものがICTSである。